# Саннакчи
Саннакчи (кор. 산낙지) или саннакчи хве (кор. 산낙지 회) — разновидность хве, блюда корейской кухни. Представляет собой приправленного кунжутным маслом и посыпанного кунжутом живого осьминога. Осьминога режут на мелкие кусочки и немедленно подают, так что кусочки ещё шевелятся. Иногда осьминог сервируется целиком. Саннакчи подают в ресторанах, специализирующихся на хве, а также в барах, как закуску к алкоголю (например, соджу).
Из-за того, что мускулы осьминога ещё сокращаются при поедании, при употреблении саннакчи нужно соблюдать осторожность, так как они могут перекрыть доступ воздуха через горло. Удушение саннакчи стало причиной смерти нескольких человек. В 2008 году такой инцидент произошёл в Кванджу.
В Северной Корее словом «накчи» обозначается не маленький осьминог, а кальмар.